# Архієпархія Санса

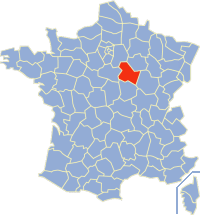
Розташування архієпархії Санса

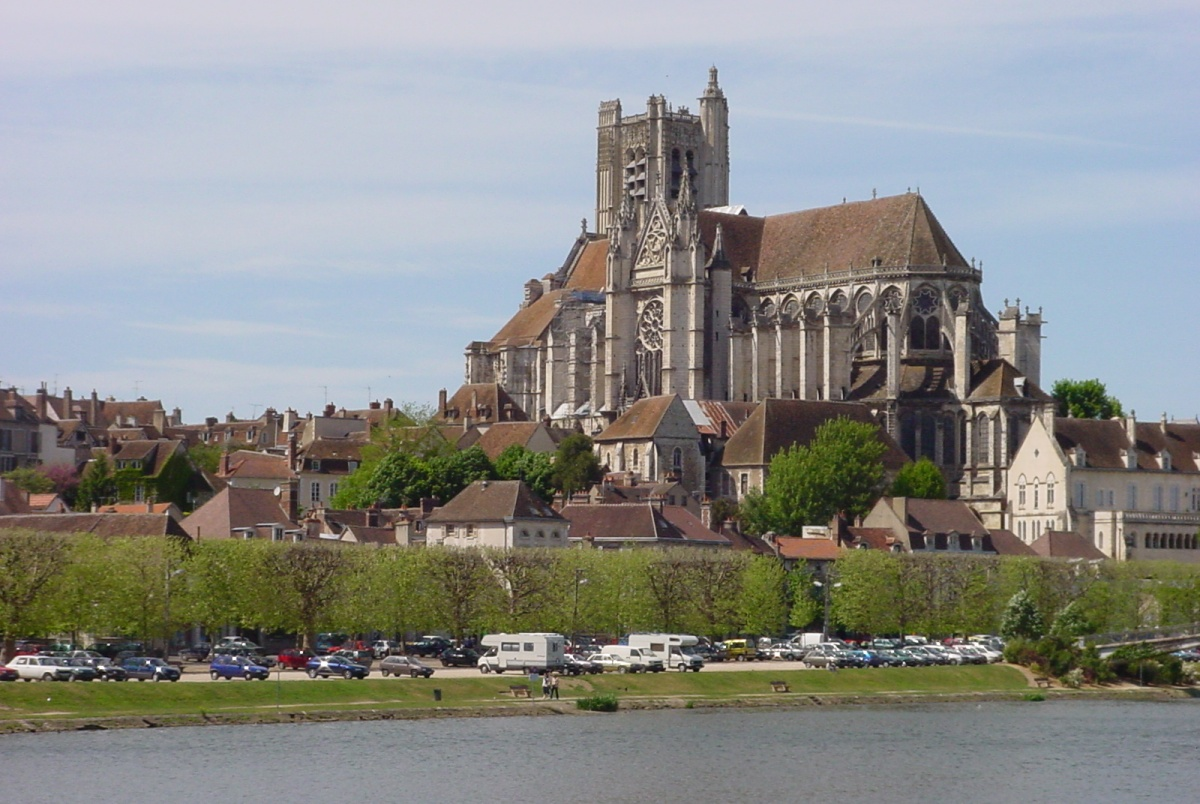
Кафедральний собор святого Стефана, Осер, Франція

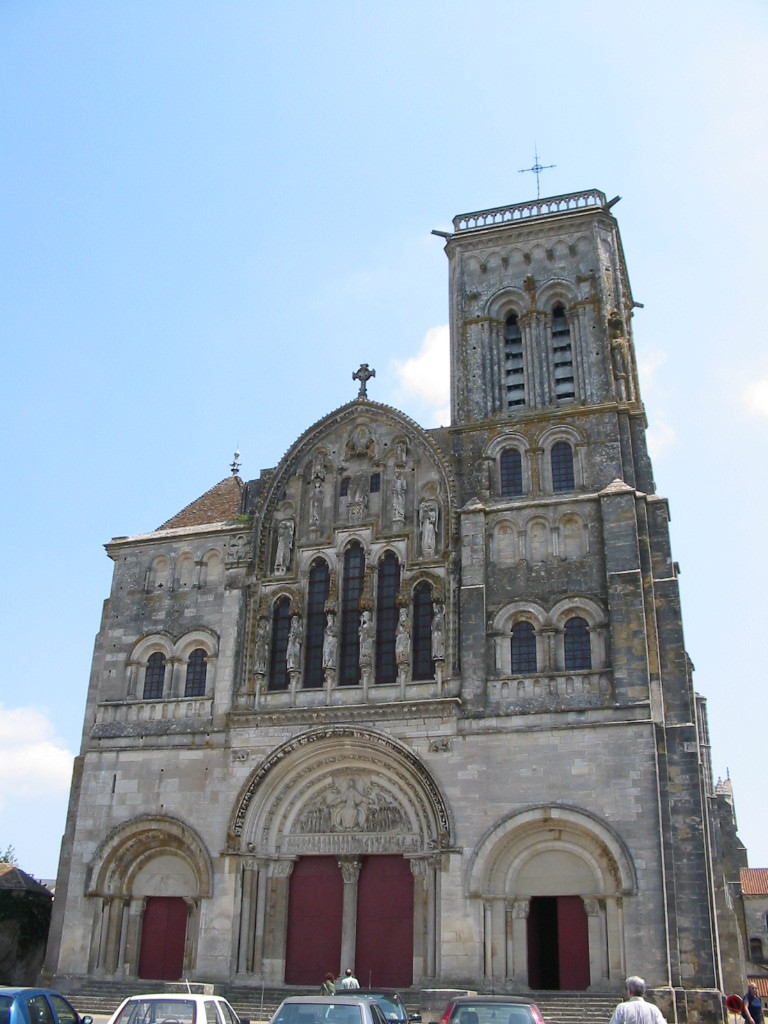
Базиліка в місті Везле, Франція

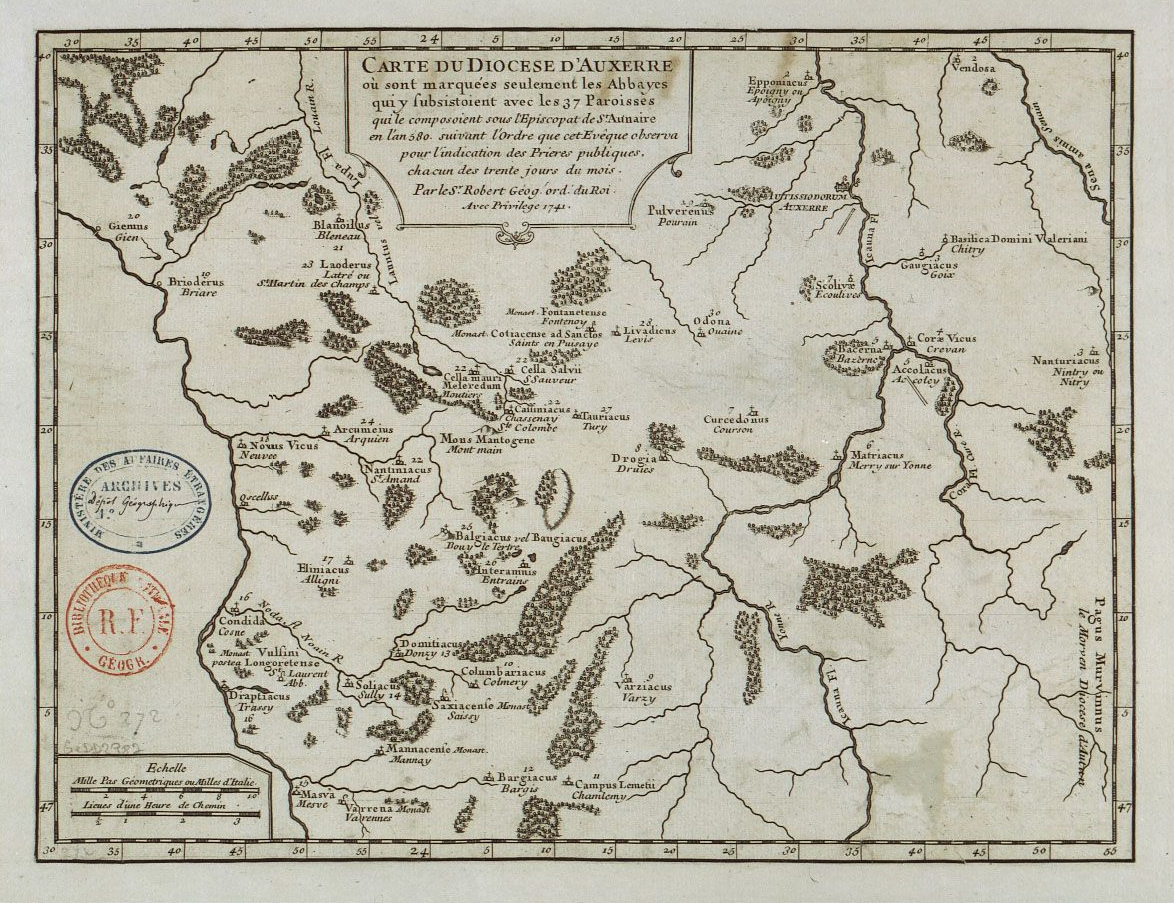
Карта єпархії Осера, 1741

Архієпархія Са́нса (лат. Archidioecesis Senonensis) — архієпархія Римо-католицької церкви з центром у місті Осер, Франція. Архієпархія Санса розташовується в історичному регіоні Бургундія та поширює свою юрисдикцію на територію департаменту Йонна. Архієпархія Санса входить до складу церковної провінції Діжона. Кафедральним собором архієпархії Санса є Санський собор. Резиденція єпископа розміщується в місті Осер.

## Історія
Єпархія Санса була заснована 240 року. Церковна традиція приписує поширення християнства в Бургундії святим Савініану та Потенціану. Першим єпископом, який згадується в історичних джерелах, є Агрецій, який називається в цих документах тринадцятим єпископом міста Санса. Агрецій займав кафедру Санса 475 року. У IV столітті єпархія Санса була зведена в ранг архієпархії. На той час до митрополії Санса входили єпархії міст Шартр, Осер, Мо, Париж, Орлеан, Невер і Труа.
2 січня 876 року Римський папа Іван VIII призначив архієпископа Санса апостольським вікарієм Галлії та Німеччини.
1140 року архієпископ Анрі засудив вчення П'єра Абеляра. З вересня 1163 до квітня 1165 року Санс був резиденцією папи Олександра III. З XII століття почалось поступове зниження політичного і церковного значення Санса, який почав поступатись Ліону й Парижу. В останньому десятилітті XII століття архієпископ Мішель де Корбей боровся з маніхейським рухом, що поширився в його архієпархії. Цей рух було засуджено на місцевому синоді 1198 року.
1622 року з архієпархії Санса виділилась єпархія Парижа, що у подальшому стала архієпархією.
Після Французької революції та прийняття закону «Цивільний устрій духовенства» статус архієпархії Санса було знижено до рівня єпархії. 29 листопада 1801 року після укладення конкордату з Францією папа Пій VII видав буллу Qui Christi Domini, якою ліквідував єпархію Санса, а її територію передав архієпархії Парижа.
Після конкордату, укладеного 1817 року, єпархія Санса була відновлена, проте це рішення Ватикану не було затверджено у французькому Парламенті. Юридично єпархія Санса була відновлена 6 жовтня 1822 року буллою Paternae charitatis папи Пія VII. На території колишньої єпархії Осера була реорганізована відновлена архієпархія Санса. До митрополії Санса були приєднані єпархії Труа, Невера та Мулена.
6 червня 1823 року папа Пій VII видав буллу Antissioderensi ecclesiae, який надав архієпархії Санса право додавати до своєї назви місто Осер.
З XIX століття в Сансі почали посилюватись ідеї антиклерикалізму, який значно вплинув на ситуацію в архієпархії до такої міри, що вже наприкінці XX століття територія архієпархії Санса почала розглядатись Святим Престолом як місіонерська територія. Нині чисельність вірян в архієпархії Санса у порівнянні з іншими французькими єпархіями характеризується найнижчим відсотком (60% від загальної кількості населення). Для місіонерської діяльності 15 серпня 1954 року Святий Престол започаткував спеціальну місіонерську структуру — територіальну прелатуру під назвою «Місія Франції», центр якої почав розміщуватись на території архієпархії Санса в місті Понтіньї.
1973 року кафедра архієпархії Санса була переведена з Санса до міста Осер.
З 1996 року архієпископ Санса є також ординарієм Територіальної прелатури французьких місій.
6 грудня 2002 року увійшла до складу церковної провінції Діжона.

## Ординарії архієпархії
| - святий Савініан; - святий Потенціан - Леонтій; - Северин (344); - Аудакт; - Геракліан; - Лунарій; - Симпліцій; - святий Урсіцин - Теодор; - Сіклін; - святий Амвросій; - святий Агрицій (475); - святий Іраклій I - святий Павло; - святий Лев (533–538); - Конститут (549–573); - святий Анфім (581–585); - святий Луп I (614); - Хоноберт; - Ріхер I (627); - Гільдегарій (632–637); - Арментарій (650–654); - святий Арнульф; - святий Еммон (660–668); - святий Гундеберт; - Ламберт (680–683); - святий Вульфран (683); - святий Гаугерік (696); - святий Еббон (711); - Мерульф; - Ардоберт (744); - Луп II (765); - Вілліхарій (769); - Годескальк; - Петро I; - Віллебальд; - Бернар (797); - Рагімбер; - Магн (797–817); - Єремія (822–828); - святий Альдерік (836); - Ганелон (837–865); - Егілон (866–871); - Ансегіз (871–883); - Еврард (884–887); - Готьє I (887–923); - Готьє II (923–927); - Аудальд (927–932); - Гільйом I (932–938); - Герлер (938–954); - Гільдеман (954–958); - Аршамбо де Труа (958–967); - святий Анастасій (967–977); - Севін (978–999); - Леотерік (999–1032); - Гельдуїн (1032–1049); - Майнард (1049–1062); - Ріхер II (1062–1096); - Даїмберт (1097–1122); - Анрі I Сангліє (1122–1142); | - Юг де Тусі (1142–1168); - Гільйом де Блуа (1169–1176); - Гі I де Нуайє (1176–1193); - Мішель де Корбейль (1194–1199); - П'єр де Корбейль (1199–1221); - Готьє Ле Корню (1221–1241); - Жіль I Ле Корню (1241–1254); - Анрі Ле Корню (1254–1258); - Гільйом де Брос (1258–1267); - П'єр де Шарні (1267–1274); - П'єр д'Анізі (1274); - Жіль II Корню (1275–1292); - Етьєн Бекар де Пенуль (1292–1309); - Філіп Лепортьє де Маріньї (1310–1316); - Гільйом де Мелен (1316–1329); - П'єр Роже де Бофор-Тюренн (1329–1330) — майбутній римський папа Климент VI; - Гільйом II де Бросс (1330–1338); - Філіп де Мелен (1338–1345); - Гільйом II де Мелен (1345–1376); - Адемар Робер (1376–1384); - Гонтьє де Баньйо (1385); - Гі де Руа (1386–1390); - Гільйом де Дорман (1390–1405); - Жан де Монтегю (1406–1415); - Анрі де Савуазі (1416–1422); - Жан де Нантон (1422–1432); - Луї де Мелен (1432–1474); - Етьєн-Трістан де Салазар (1474–1518); - Етьен Понше (1519–1525); - Антуан Дюпра (1525–1535); - Луї де Бурбон-Вандом (1536–1557); - Жан Бертран (1557–1560); - Луї де Гіз (1560–1562); - Ніколя де Пеллеве (1562–1594); - Рено де Бон (1594–1606); - Жак Даві (1606–1618); - Жан Даві дю Перрон (1618–1621); - Октав де Сен-Ларі де Бельгард (1621–1646); - Луї-Анрі де Пардайян де Гондрен (1646–1674); - Жан де Монпеза де Карбон (1674–1685); - Ардуен Фортен де Ла Огет (1685–1715); - Дені-Франсуа Бутільє де Шавіньї (1715–1730); - Жан-Жозеф Ланге де Жержі (1730–1753); - Поль д'Альбер де Люїн (1753–1788); - Етьєн Шарль де Ломені де Брієнн (1788–1790); - Антуан-Луї-Анрі де Ла Фар (1817–1829); - Блаженний Шарль-Андре-Туссен-Брюно де Рамон-Лаланд (09.01.1830 — 10.04.1830); - Жан-Жозеф-Марі-Віктуар де Коснак (1830–1843); - Меллон де Жоллі (19.11.1867 — 22.04.1867); - Віктор-Фелікс Бернаду (1867–1891); - П'єр-Марі-Етьєн-Гюстав Арден (1892–1911); - Жан-Віктор-Еміль Шенелон (1912–1931); - Моріс Фельтен (1932–1935); - Фредерик-Едуар-Каміль Ламі (1936–1962); - Рене-Луї Марі Стурм (1962–1977); - Ежен-Марі Ерну (1977–1990); - Жерар-Дені-Огюст Дефуа (1990–1995); - Жорж-Едмон-Робер Жільсон (1196–2004); - Ів-Франсуа Патенотр (31.12.2004 — дотепер). |  |